# Chicago Sky 2020
La stagione 2020 delle Chicago Sky fu la 15ª nella WNBA per la franchigia.
Le Chicago Sky vincero la Eastern Conference con un record di 12-10. Nei play-off persero al primo turno con le Connecticut Sun (1-0).

## Roster
| N° | Naz.                   | Ruolo | Sportivo             | Anno | Alt. | Peso |
| -- | ---------------------- | ----- | -------------------- | ---- | ---- | ---- |
| 1  | Stati Uniti (bandiera) | G     | Diamond DeShields    | 1995 | 185  | 70   |
| 2  | Stati Uniti (bandiera) | GA    | Kahleah Copper       | 1994 | 185  | 70   |
| 3  | Stati Uniti (bandiera) | G     | Alexis Prince        | 1994 | 188  | 85   |
| 8  | Stati Uniti (bandiera) | G     | Stella Johnson       | 1998 | 178  | 72   |
| 12 | Stati Uniti (bandiera) | A     | Alisia Jenkins       | 1994 | 185  | 73   |
| 14 | Stati Uniti (bandiera) | G     | Allie Quigley        | 1986 | 178  | 64   |
| 15 | Stati Uniti (bandiera) | A     | Gabby Williams       | 1996 | 180  | 77   |
| 22 | Stati Uniti (bandiera) | G     | Courtney Vandersloot | 1989 | 173  | 59   |
| 23 | Stati Uniti (bandiera) | A     | Stephanie Mavunga    | 1995 | 191  | 93   |
| 24 | Stati Uniti (bandiera) | A     | Ruthy Hebard         | 1998 | 193  | 86   |
| 30 | Stati Uniti (bandiera) | AC    | Azurá Stevens        | 1996 | 198  | 82   |
| 31 | Stati Uniti (bandiera) | C     | Stefanie Dolson      | 1992 | 193  | 97   |
| 32 | Stati Uniti (bandiera) | A     | Cheyenne Parker      | 1992 | 193  | 86   |
| 51 | Stati Uniti (bandiera) | G     | Sydney Colson        | 1989 | 173  | 84   |

## Staff tecnico
- Allenatore: James Wade
- Vice-allenatori: Olaf Lange, Bridget Pettis
- Vice-allenatore per lo sviluppo dei giocatori: Emre Vatansever
- Preparatore atletico: Meghan Lockerby
- Preparatore fisico: Ann Crosby